# Kati Wilhelm
Katarina Wilhelm detta Kati (Smalcalda, 2 agosto 1976) è un'ex sciatrice nordica tedesca attiva sia nello sci di fondo sia nel biathlon, specialità nella quale ha colto i maggiori successi.

## Biografia

### Carriera nello sci di fondo

#### Stagioni 1995-1997
La carriera agonistica di Kati Wilhelm iniziò nello sci di fondo, specialità nella quale esordì in Coppa del Mondo il 14 dicembre 1994 (54ª nella 10 km a tecnica classica di Tauplitzalm).
Fece parte della squadra tedesca ai Mondiali del 1997, dove raccolse il 24º posto nella 15 km a tecnica libera.

#### Stagioni 1998-1999
Nella stagione successiva ottenne il miglior risultato della carriera chiudendo 13ª nella 10 km a tecnica libera di Kavgolovo del 4 gennaio 1998; partecipò poi ai XVIII Giochi olimpici invernali di Nagano 1998 (Giappone), ottenendo come miglior risultato la 16ª posizione nella 30 km vinta da Julija Čepalova.
Nella stagione 1998-1999 i risultati furono inferiori alle attese; ai Mondiali di Ramsau fu 21ª nella 15 km a tecnica libera. Al termine della stagione, consigliata da Simone Greiner-Petter-Memm, decise di passare al biathlon.

### Carriera nel biathlon

#### Stagioni 2001-2002
Dopo una stagione di ambientamento in Coppa Europa, l'esordio in Coppa del Mondo avvenne il 30 novembre del 2000, nell'individuale di Hochfilzen/Anterselva. Già nella terza gara della stagione riuscì a salire sul podio, giungendo al terzo posto nella sprint di Pokljuka/Anterselva del 7 dicembre. Ai Mondiali del 2001 conquistò il primo successo, laureandosi campionessa del mondo nella sprint; fece inoltre parte della staffetta tedesca vincitrice della medaglia d'argento. Nel mese di marzo ottenne un'altra vittoria in Coppa.
L'anno successivo fu protagonista assoluta ai XIX Giochi olimpici invernali di Salt Lake City 2002, dove vinse la medaglia d'oro nella sprint e quella d'argento nell'inseguimento, oltre all'oro con la staffetta.

#### Stagioni 2003-2004
Nell'annata 2002-2003 colse tre vittorie individuali in Coppa del Mondo, ma ai Mondiali di Chanty-Mansijsk vinse solo il bronzo nella staffetta.
Il 2003-2004 si chiuse senza alcun successo, eccezion fatta per un'altra medaglia di bronzo iridata in staffetta. Per rilanciare la sua carriera decide di affidarsi al tecnico Odd Lirhus, ex biatleta norvegese.

#### Stagioni 2005-2006
La scelta si rivelò vincente poiché nel 2004-2005 tornò ai vertici della specialità, conquistando tre vittorie e lottando per la prima volta per la Coppa del Mondo: chiuse seconda, battuta per quattordici punti da Sandrine Bailly.
La stagione 2005-2006 si rivelò trionfale: ottenne in totale sei vittorie, tra le quali la medaglia d'oro nell'inseguimento ai XX Giochi olimpici invernali di Torino 2006, manifestazione dove raccolse anche l'argento nella partenza in linea e nella staffetta. A fine anno conquistò anche la Coppa del Mondo generale, diventando così la prima biatleta della storia a vincere in carriera oro olimpico, Coppa del Mondo assoluta e oro mondiale).

#### Stagioni 2007-2008
Nel 2006-2007 ottenne un solo successo, ma la sua costanza di rendimento le permise di lottare per la conquista della Coppa del Mondo fino all'ultima gara, nella quale però venne superata dalla compagna di squadra Andrea Henkel. In quella stagione tornò sul podio di una gara iridata individuale conquistando il bronzo nella partenza in linea dei Mondiali di Anterselva, dove colse anche l'oro in staffetta.
Il 2007-2008 la vide in leggero calo: nonostante le due vittorie in carniere, per la prima volta dopo quattro anni non arrivò a fine stagione in corsa per la sfera di cristallo assoluta. Chiuse comunque al quarto posto nella classifica generale e si mise al collo la medaglia d'oro mondiale in staffetta.

#### Stagioni 2009-2010
L'annata 2008-2009 si rivelò invece ricca di successi. Fu protagonista assoluta ai Mondiali di Pyeongchang, dove vinse la medaglia d'oro sia nella sprint che nell'individuale (conquistando in questo formato di gara l'unico successo della carriera), oltre all'argento nell'inseguimento e nella staffetta. Guidò a lungo la classifica generale dove ingaggiò un "duello" con Helena Ekholm, alla quale però dovette inchinarsi all'ultima gara. Infatti, pur avendo le due realizzato lo stesso numero di punti, la Coppa del Mondo andò alla svedese per via del maggior numero di gare vinte (quattro contro tre).
Il 2009-2010 fu l'ultima stagione della carriera, durante la quale l'atleta di Smalcalda imboccò la parabola discendente visto il calo di rendimento ad alto livello. Non arrivarono vittorie, ma salì ancora due volte sul podio e ottenne la medaglia di bronzo nella staffetta ai XXI Giochi olimpici invernali di Vancouver 2010. Subito dopo la rassegna a cinque cerchi annunciò il suo ritiro dall'attività agonistica.

#### Bilancio della carriera
Ha chiuso la sua carriera con 22 vittorie individuali, compresi due ori olimpici e tre ori iridati. È l'unica biatleta ad avere vinto un titolo individuale a cinque cerchi in due diverse edizioni dei Giochi.

### Altre attività
Grazie ai suoi successi sportivi e alla sua peculiare chioma rossa ha acquisito una grande popolarità in patria, tanto da essere molto ambita come ospite in alcuni programmi televisivi per bambini e in molte manifestazioni culturali tedesche. Dalla stagione 2010-2011 è opinionista in studio per le gare di biathlon per la rete televisiva ARD.

## Palmarès

### Biathlon

#### Olimpiadi
- 7 medaglie:
  - 3 ori (sprint[1], staffetta[1] a Salt Lake City 2002, inseguimento[1] a Torino 2006)
  - 3 argenti (inseguimento[1] a Salt Lake City 2002, partenza in linea[1], staffetta[1] a Torino 2006)
  - 1 bronzo (staffetta[1] a Vancouver 2010)

#### Mondiali
- 13 medaglie:
  - 5 ori (sprint[1] a Pokljuka 2001; staffetta[1] ad Anterselva 2007; staffetta[1] a Östersund 2008; individuale[1], sprint[1] a Pyeongchang 2009)
  - 4 argenti (staffetta[1] a Pokljuka 2001; staffetta[1] a Hochfilzen/Chanty-Mansijsk 2005; inseguimento[1], staffetta[1] a Pyeongchang 2009)
  - 4 bronzi (staffetta[1] a Chanty-Mansijsk 2003; staffetta[1] a Oberhof 2004; staffetta mista[1] a Hochfilzen/Chanty-Mansijsk 2005; partenza in linea[1] ad Anterselva 2007)

#### Europei
- 2 medaglie:
  - 2 bronzi (sprint, staffetta a Zakopane-Kościelisko 2000)

#### Coppa del Mondo
- Vincitrice della Coppa del Mondo nel 2006
- Vincitrice della Coppa del Mondo di sprint nel 2005 e nel 2006
- Vincitrice della Coppa del Mondo di inseguimento nel 2006, nel 2007 e nel 2009
- Vincitrice della Coppa del Mondo di partenza in linea nel 2007
- 87 podi (60 individuali, 27 a squadre), oltre a quelli conquistati in sede olimpica e iridata e validi anche ai fini della Coppa del Mondo:
  - 29 vittorie (16 individuali, 13 a squadre)
  - 38 secondi posti (26 individuali, 12 a squadre)
  - 20 terzi posti (18 individuali, 2 a squadre)

##### Coppa del Mondo - vittorie
| Data             | Località            | Nazione          | Specialità                                                   |
| ---------------- | ------------------- | ---------------- | ------------------------------------------------------------ |
| 10 dicembre 2000 | Pokljuka-Anterselva | Slovenia/ Italia | RL (con Uschi Disl, Katrin Apel e Andrea Henkel)             |
| 7 marzo 2001     | Lake Placid         | Stati Uniti      | SP                                                           |
| 14 dicembre 2001 | Pokljuka            | Slovenia         | RL (con Katrin Apel, Andrea Henkel e Janet Klein)            |
| 17 gennaio 2002  | Ruhpolding          | Germania         | RL (con Katrin Apel, Uschi Disl e Martina Zellner)           |
| 6 dicembre 2002  | Östersund           | Svezia           | RL (con Katrin Apel, Uschi Disl e Simone Hauswald)           |
| 8 dicembre 2002  | Östersund           | Svezia           | PU                                                           |
| 10 gennaio 2003  | Oberhof             | Germania         | RL (con Katrin Apel, Uschi Disl e Andrea Henkel)             |
| 9 febbraio 2003  | Lahti               | Finlandia        | MS                                                           |
| 20 febbraio 2003 | Östersund           | Svezia           | SP                                                           |
| 14 gennaio 2004  | Ruhpolding          | Germania         | RL (con Simone Hauswald, Uschi Disl e Katrin Apel)           |
| 6 gennaio 2005   | Oberhof             | Germania         | RL (con Uschi Disl, Katrin Apel e Andrea Henkel)             |
| 22 gennaio 2005  | Anterselva          | Italia           | SP                                                           |
| 12 febbraio 2005 | San Sicario         | Italia           | SP                                                           |
| 17 marzo 2005    | Chanty-Mansijsk     | Russia           | PU                                                           |
| 9 dicembre 2005  | Hochfilzen          | Austria          | SP                                                           |
| 7 gennaio 2006   | Oberhof             | Germania         | SP                                                           |
| 19 gennaio 2006  | Anterselva          | Italia           | PU                                                           |
| 21 gennaio 2006  | Anterselva          | Italia           | SP                                                           |
| 25 marzo 2006    | Oslo Holmenkollen   | Norvegia         | PU                                                           |
| 19 gennaio 2007  | Pokljuka            | Slovenia         | PU                                                           |
| 9 dicembre 2007  | Hochfilzen          | Austria          | RL (con Martina Beck, Andrea Henkel e Simone Hauswald)       |
| 3 gennaio 2008   | Oberhof             | Germania         | RL (con Simone Hauswald, Andrea Henkel e Kathrin Hitzer)     |
| 9 gennaio 2008   | Ruhpolding          | Germania         | RL (con Kathrin Hitzer, Magdalena Neuner e Sabrina Buchholz) |
| 17 gennaio 2008  | Anterselva          | Italia           | SP                                                           |
| 16 marzo 2008    | Oslo Holmenkollen   | Norvegia         | MS                                                           |
| 11 gennaio 2009  | Oberhof             | Germania         | MS                                                           |
| 14 gennaio 2009  | Ruhpolding          | Germania         | RL (con Andrea Henkel, Kathrin Hitzer e Magdalena Neuner)    |
| 14 marzo 2009    | Vancouver Whistler  | Canada           | RL (con Magdalena Neuner, Martina Beck e Andrea Henkel)      |
| 6 dicembre 2009  | Östersund           | Svezia           | RL (con Martina Beck, Andrea Henkel e Simone Hauswald)       |

Legenda:

SP = sprint

PU = inseguimento

MS = partenza in linea

RL = staffetta

### Sci di fondo

#### Coppa del Mondo
- Miglior piazzamento in classifica generale: 34ª nel 1999

## Riconoscimenti
Nel 2006 è stata nominata "atleta tedesca dell'anno".